# Skate America 2019
Skate America 2019 – pierwsze w kolejności zawody łyżwiarstwa figurowego z cyklu Grand Prix 2019/2020. Zawody odbyły się od 18 do 20 października 2019 roku w hali Orleans Arena w Las Vegas.
W konkurencji solistów zwyciężył Amerykanin Nathan Chen, zaś w konkurencji solistek Rosjanka Anna Szczerbakowa. W parach sportowych triumfowali Chińczycy Peng Cheng i Jin Yang, zaś w parach tanecznych Amerykanie Madison Hubbell i Zachary Donohue.

## Terminarz
| Data            | Godzina                     | Konkurencja     | Segment          |
| --------------- | --------------------------- | --------------- | ---------------- |
| 18 października | 13:00 UTC-07:00 / 22:00 CET | Pary sportowe   | Program krótki   |
| 18 października | 14:26 UTC-07:00 / 23:26 CET | Soliści         | Program krótki   |
| 18 października | 19:00 UTC-07:00 / 04:00 CET | Pary taneczne   | Taniec rytmiczny |
| 18 października | 21:00 UTC-07:00 / 06:00 CET | Solistki        | Program krótki   |
| 19 października | 13:00 UTC-07:00 / 22:00 CET | Pary sportowe   | Program dowolny  |
| 19 października | 15:00 UTC-07:00 / 00:00 CET | Soliści         | Program dowolny  |
| 19 października | 18:45 UTC-07:00 / 03:45 CET | Pary taneczne   | Taniec dowolny   |
| 19 października | 21:00 UTC-07:00 / 06:00 CET | Solistki        | Program dowolny  |
| 20 października | 14:00 UTC-07:00 / 23:00 CET | Pokazy mistrzów | Pokazy mistrzów  |

## Rekordy świata
| Rekordy świata (GOE±5) na moment rozpoczęcia zawodów (stan na 18 października 2019): | Rekordy świata (GOE±5) na moment rozpoczęcia zawodów (stan na 18 października 2019): | Rekordy świata (GOE±5) na moment rozpoczęcia zawodów (stan na 18 października 2019): | Rekordy świata (GOE±5) na moment rozpoczęcia zawodów (stan na 18 października 2019): | Rekordy świata (GOE±5) na moment rozpoczęcia zawodów (stan na 18 października 2019): | Rekordy świata (GOE±5) na moment rozpoczęcia zawodów (stan na 18 października 2019): |
| Konkurencja                                                                          | Segment                                                                              | Zawodnicy                                                                            | Punkty                                                                               | Zawody                                                                               | Data                                                                                 |
| ------------------------------------------------------------------------------------ | ------------------------------------------------------------------------------------ | ------------------------------------------------------------------------------------ | ------------------------------------------------------------------------------------ | ------------------------------------------------------------------------------------ | ------------------------------------------------------------------------------------ |
| Soliści                                                                              | Nota łączna                                                                          | Nathan Chen                                                                          | 323,42                                                                               | Mistrzostwa świata 2019                                                              | 23 marca 2019                                                                        |
| Soliści                                                                              | Program dowolny                                                                      | Nathan Chen                                                                          | 216,02                                                                               | Mistrzostwa świata 2019                                                              | 23 marca 2019                                                                        |
| Soliści                                                                              | Program krótki                                                                       | Yuzuru Hanyū                                                                         | 110,53                                                                               | Rostelecom Cup 2018                                                                  | 16 listopada 2018                                                                    |
| Solistki                                                                             | Nota łączna                                                                          | Aleksandra Trusowa                                                                   | 238,69                                                                               | Memoriał Ondreja Nepeli 2019                                                         | 21 września 2019                                                                     |
| Solistki                                                                             | Program dowolny                                                                      | Aleksandra Trusowa                                                                   | 163,78                                                                               | Memoriał Ondreja Nepeli 2019                                                         | 21 września 2019                                                                     |
| Solistki                                                                             | Program krótki                                                                       | Rika Kihira                                                                          | 83,97                                                                                | World Team Trophy 2019                                                               | 11 kwietnia 2019                                                                     |
| Pary sportowe                                                                        | Nota łączna                                                                          | Sui Wenjing / Han Cong                                                               | 234,84                                                                               | Mistrzostwa świata 2019                                                              | 21 marca 2019                                                                        |
| Pary sportowe                                                                        | Program dowolny                                                                      | Sui Wenjing / Han Cong                                                               | 155,60                                                                               | Mistrzostwa świata 2019                                                              | 21 marca 2019                                                                        |
| Pary sportowe                                                                        | Program krótki                                                                       | Jewgienija Tarasowa / Władimir Morozow                                               | 81,21                                                                                | Mistrzostwa świata 2019                                                              | 20 marca 2019                                                                        |
| Pary taneczne                                                                        | Nota łączna                                                                          | Gabriella Papadakis / Guillaume Cizeron                                              | 223,13                                                                               | World Team Trophy 2019                                                               | 12 kwietnia 2019                                                                     |
| Pary taneczne                                                                        | Taniec dowolny                                                                       | Gabriella Papadakis / Guillaume Cizeron                                              | 135,82                                                                               | World Team Trophy 2019                                                               | 12 kwietnia 2019                                                                     |
| Pary taneczne                                                                        | Taniec rytmiczny                                                                     | Gabriella Papadakis / Guillaume Cizeron                                              | 88,42                                                                                | Mistrzostwa świata 2019                                                              | 22 marca 2019                                                                        |

## Wyniki

### Soliści
| Poz. | Zawodnik          | Nota łączna | SP | SP     | FS | FS     |
| ---- | ----------------- | ----------- | -- | ------ | -- | ------ |
| 1    | Nathan Chen       | 299,09      | 1  | 102,71 | 1  | 196,38 |
| 2    | Jason Brown       | 255,09      | 4  | 83,45  | 2  | 171,64 |
| 3    | Dmitrij Alijew    | 253,55      | 2  | 96,57  | 3  | 156,98 |
| 4    | Keegan Messing    | 239,34      | 3  | 96,34  | 8  | 143,00 |
| 5    | Kazuki Tomono     | 229,72      | 8  | 75,01  | 4  | 154,71 |
| 6    | Jin Boyang        | 224,78      | 9  | 74,56  | 5  | 150,22 |
| 7    | Alexei Bychenko   | 219,70      | 6  | 79,76  | 10 | 139,94 |
| 8    | Cha Jun-hwan      | 219,67      | 7  | 78,98  | 9  | 140,69 |
| 9    | Alexei Krasnozhon | 216,59      | 10 | 72,30  | 6  | 144,29 |
| 10   | Koshiro Shimada   | 216,03      | 11 | 72,12  | 7  | 143,91 |
| 11   | Michal Březina    | 213,17      | 5  | 81,11  | 11 | 132,06 |
| 12   | Roman Sawosin     | 182,16      | 12 | 57,92  | 12 | 124,24 |

### Solistki
| Poz. | Zawodniczka              | Nota łączna | SP | SP    | FS | FS     |
| ---- | ------------------------ | ----------- | -- | ----- | -- | ------ |
| 1    | Anna Szczerbakowa        | 227,76      | 4  | 67,60 | 1  | 160,16 |
| 2    | Bradie Tennell           | 216,14      | 1  | 75,10 | 2  | 141,04 |
| 3    | Jelizawieta Tuktamyszewa | 205,97      | 5  | 67,28 | 3  | 138,69 |
| 4    | Kaori Sakamoto           | 202,47      | 2  | 73,25 | 4  | 129,22 |
| 5    | Lim Eun-soo              | 184,50      | 8  | 63,96 | 5  | 120,54 |
| 6    | Wakaba Higuchi           | 181,32      | 3  | 71,76 | 6  | 109,56 |
| 7    | Amber Glenn              | 169,63      | 7  | 64,71 | 9  | 104,92 |
| 8    | Karen Chen               | 165,67      | 6  | 66,03 | 10 | 99,64  |
| 9    | Yi Christy Leung         | 163,68      | 10 | 54,25 | 7  | 109,43 |
| 10   | Véronik Mallet           | 161,75      | 9  | 56,69 | 8  | 105,06 |
| 11   | Stanisława Konstantinowa | 143,39      | 11 | 48,27 | 12 | 95,12  |
| 12   | Mako Yamashita           | 142,40      | 12 | 46,21 | 11 | 96,19  |

### Pary sportowe
| Poz. | Zawodnicy                                   | Nota łączna | SP | SP    | FS | FS     |
| ---- | ------------------------------------------- | ----------- | -- | ----- | -- | ------ |
| 1    | Peng Cheng / Jin Yang                       | 200,89      | 1  | 72,73 | 1  | 128,16 |
| 2    | Darja Pawluczenko / Dienis Chodykin         | 196,98      | 2  | 71,25 | 3  | 125,73 |
| 3    | Haven Denney / Brandon Frazier              | 192,70      | 4  | 65,18 | 2  | 127,52 |
| 4    | Jessica Calalang / Brian Johnson            | 180,52      | 5  | 61,27 | 4  | 119,25 |
| 5    | Ashley Cain-Gribble / Timothy LeDuc         | 177,54      | 3  | 68,20 | 5  | 109,34 |
| 6    | Camille Ruest / Andrew Wolfe                | 155,16      | 7  | 54,63 | 6  | 100,53 |
| 7    | Jekatierina Aleksandrowska / Harley Windsor | 152,94      | 6  | 55,06 | 7  | 97,88  |
| 8    | Zoe Jones / Christopher Boyadji             | 138,79      | 8  | 47,92 | 8  | 90,87  |

### Pary taneczne
| Poz. | Zawodnicy                                    | Nota łączna | RD | RD    | FD | FD     |
| ---- | -------------------------------------------- | ----------- | -- | ----- | -- | ------ |
| 1    | Madison Hubbell / Zachary Donohue            | 209,55      | 1  | 84,97 | 2  | 124,58 |
| 2    | Aleksandra Stiepanowa / Iwan Bukin           | 206,57      | 2  | 81,91 | 1  | 124,66 |
| 3    | Laurence Fournier Beaudry / Nikolaj Sørensen | 197,53      | 3  | 79,17 | 3  | 118,36 |
| 4    | Olivia Smart / Adrián Díaz                   | 191,01      | 4  | 76,62 | 4  | 114,39 |
| 5    | Tiffany Zahorski / Jonathan Guerreiro        | 181,82      | 5  | 71,18 | 5  | 110,64 |
| 6    | Christina Carreira / Anthony Ponomarenko     | 180,55      | 6  | 70,41 | 6  | 110,14 |
| 7    | Caroline Green / Michael Parsons             | 173,03      | 8  | 67,97 | 7  | 105,06 |
| 8    | Marie-Jade Lauriault / Romain Le Gac         | 167,14      | 7  | 68,23 | 9  | 98,91  |
| 9    | Sofja Szewczenko / Igor Jeriomienko          | 166,51      | 9  | 66,79 | 8  | 99,72  |
| 10   | Chen Hong / Sun Zhuoming                     | 159,94      | 10 | 61,74 | 10 | 98,20  |